# Herb Kreling
Herb Kreling (né le 10 juillet 1955) est un ancien conseiller de la ville d'Ottawa mais également un membre de la Chambre des députés d'Orléans. Il a d'abord été élu comme conseiller régional de la municipalité régionale d'Ottawa-Carleton en 1994 et a été réélu à ce poste en 1997. Il a été élu au conseil municipal en 2000 et a été réélu en 2003 lors des élections municipales d'Ottawa. Il a été président de la Commission des services policiers d'Ottawa. Il est diplômé de l'Université de Windsor. Kreling a proposé sa candidature pour devenir procureur en 2005, et a été accepté pour le poste, d'où sa démission du conseil municipal en septembre 2005.